# Доминион Канада (1867—1982)
Доминион Канада (англ. Dominion of Canada, фр. Dominion du Canada) — самоуправляющееся государство в составе Британской империи, существовавшее с 1867 по 1982 год. Было создано в результате объединения британских колоний в Северной Америке на основе Акта о Британской Северной Америке (1867). В 1982 году Канада получила полную конституционную независимость от Великобритании, и термин «доминион» вышел из официального употребления.

## История

### Создание доминиона
1 июля 1867 года Акт о Британской Северной Америке объединил три британские колонии — Провинцию Канада, Новую Шотландию и Нью-Брансуик — в единый доминион. Столицей стала Оттава, а первым премьер-министром — Джон А. Макдональд.

### Расширение территории
- В 1870 году к Канаде присоединились Северо-Западные территории и Манитоба.
- Британская Колумбия вошла в состав доминиона в 1871 году.
- Остров Принца Эдуарда присоединился в 1873 году.
- В 1949 году Ньюфаундленд стал последней провинцией, вошедшей в состав Канады.

### Политическое развитие
Доминион обладал широкой автономией, но формально главой государства оставался монарх Великобритании, представленный генерал-губернатором. После Вестминстерского статута 1931 года Канада получила полную законодательную независимость.

## Ликвидация термина «доминион»
В 1982 году Конституционный акт окончательно разорвал связь Канады с британским парламентом. С этого времени страна официально именуется просто «Канада», а термин «доминион» перестал использоваться.